# Mount Hood National Recreation Area
La Mount Hood National Recreation Area est une zone récréative américaine, classée National Recreation Area, en Oregon. Créée en 2009, elle protège 139,8 km2 dans le comté de Wasco. Elle est administrée par le Service des forêts des États-Unis.